# Rosenbach (Vogtland)
Rosenbach (ufficialmente Rosenbach/Vogtl., abbreviazione di Rosenbach/Vogtland) è un comune tedesco nel Land della Sassonia (circondario del Vogtland).